# 5. skupina
5. skupina periodické tabulky prvků obsahuje vanad (V), niob (Nb), tantal (Ta) a dubnium (Db). Skupina je také známá jako vanadová skupina.  Elektronová konfigurace valenční elektronové slupky je pro vanad, tantal a dubnium ns2 (n-1)d3, niob se elektronovou konfigurací liší - ns1 (n-1)d4.
První tři prvky se vyskytují přirozeně a mají podobné vlastnosti. Všechny tři jsou za standardních podmínek tvrdé žáruvzdorné kovy. Čtvrtý prvek dubnium se v přírodě nenachází a byl syntetizován v laboratořích. Je radioaktivní a nejstabilnější izotop dubnium-268 má poločas rozpadu pouze 16 hodin.
Všechny kovy ve skupině mají podobné chemické vlastnosti a nejčastěji se vyskytují ve formě oxidů s oxidačními čísly +5 a +3. Niob a tantal se v přírodě často vyskytují společně kvůli téměř identickým atomovým a iontovým poloměrům způsobeným kontrakcí lanthanoidů. Oxidy vanadu, niobu a tantalu byly dříve označovány jako kyselé zeminy kvůli jejich okyselujícímu charakteru.

## Vlastnosti
- Všechny prvky této skupiny patří mezi přechodné kovy.
- Jsou elektropozitivní a vytvářejí sloučeniny v maximálním oxidačním čísle +5.
- Vanad v některých sloučeninách vykazuje i nižší oxidační číslo.
- Vodou nebo kyselinami se pasivují.

| Jméno    | Vanad                                     | Niob                 | Tantal              | Dubnium |
| -------- | ----------------------------------------- | -------------------- | ------------------- | ------- |
| Bod tání | 2183 K (1910 °C)                          | 2750 K (2477 °C)     | 3290 K (3017 °C)    | ?       |
| Bod varu | 3680 K (3407 °C)                          | 5017 K (4744 °C)     | 5731 K (5458 °C)    | ?       |
| Hustota  | 6,11 g·cm−3                               | 8,57 g·cm−3          | 16,65 g·cm−3        | ?       |
| Vzhled   | modravě se třpytící ocelově šedá metalíza | lesklá šedá metalíza | tmavě šedá metalíza | ?       |

## Etymologie
- Vanad je nazván po skandinávské bohyni krásy Vanadís (jiné jméno pro severskou vanirskou bohyni Freyju), jejíž atributy zahrnují krásu a plodnost. Vanad totiž vytváří mnoho krásně zbarvených chemických sloučenin.
- Niob byl nazván podle Niobé, dcery bájného krále Tantala z řecké mytologie.
- Tantal je nazván podle bájného krále Tantala, je tím vyjádřena jeho chemické netečnosti.
- Dubnium je nazváno podle městu Dubna v Rusku, kde bylo poprvé syntetizováno.

## Historie

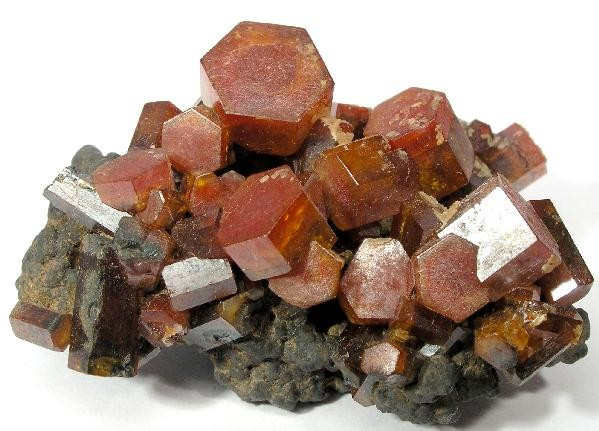
Vanadinit

- VanadinitVanad objevil v roce 1801 španělský mineralog Andrés Manuel del Río. Extrahoval neznámý prvek ze vzorku mexické hnědé olověné rudy, později pojmenované vanadinit. V roce 1805 francouzský chemik Hippolyte Victor Collet-Descotils, podporovaný baronem Alexandrem von Humboldtem, nesprávně prohlásil, že del Ríův nový prvek je nečistý vzorek chromu. V roce 1831 švédský chemik Nils Gabriel Sefström znovu objevil tento prvek v oxidu, který našel při práci se železnými rudami. Prvek nazval vanad po staroseverské bohyni Vanadís kvůli mnoha krásně zbarveným chemickým sloučeninám vanadu.

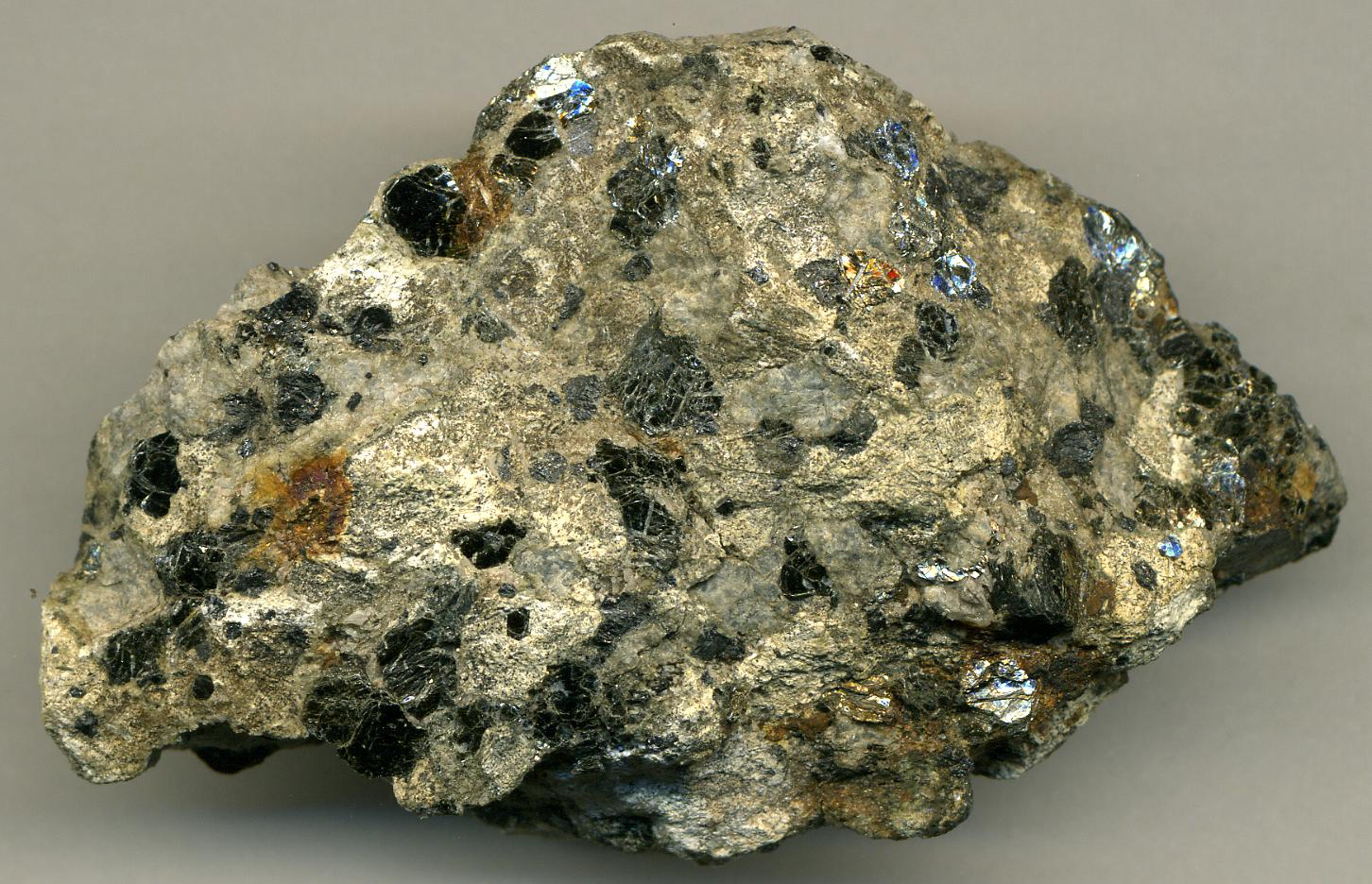
Minerál obsahující niob

- Minerál obsahující niobNiob identifikoval anglickým chemikem Charlesem Hatchettem v roce 1801 ve vzorcích minerálů, které byly poslány do Anglie z Connecticutu ve Spojených státech v roce 1734 Johnem Winthropem F.R.S. (vnukem Johna Winthropa mladšího). Minerál pojmenoval columbit a nový prvek columbium po Columbii, což je poetický název pro Spojené státy. V roce 1949 byl pro prvek 41 zvolen název niob.

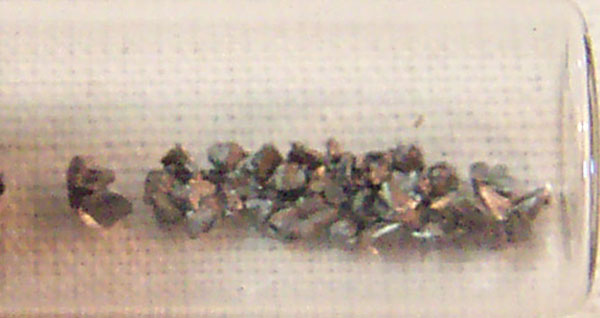
Kousky tantalu

- Kousky tantaluTantal je velmi podobný niobu, proto trvalo dost dlouho, než byly niob (columbium) a tantal odlišeny. V roce 1809 anglický lékař a chemik William Hyde Wollaston porovnal oxidy odvozené z columbitu s hustotou 5,918 g/cm3 a tantalitu s hustotou přes 8 g/cm3. Došel k závěru, že navzdory rozdílu v hustotě, jsou identické a pojmenoval je tantal. Tento závěr byl zpochybněn v roce 1846 německým chemikem Heinrichem Rosem, který tvrdil, že ve vzorku tantalitu jsou dva různé prvky a pojmenoval je po Tantalových dětech: niob (z Niobe) a pelopium (z Pelops). Tato záměna vznikla z minimálních rozdílů mezi tantalem a niobem. Údajné nové prvky pelopium, ilmenium a dianium byly ve skutečnosti identické s niobem nebo směsí niobu a tantalu. Čistý tantal se začal vyráběl až v roce 1903.
- Dubnium se nevyskytuje přirozeně a bylo vytvořeno umělou syntézou. První hlášená detekce byla provedena týmem ve Spojeném ústavu jaderných výzkumů v Dubně, který v roce 1968 vytvořil nový prvek bombardováním americia-243 paprskem iontů neonu-22. V roce 1970 experimentem potvrdili vytvoření prvku 105. Současně skupina vědců z Kalifornské univerzity v Berkeley také objevila prvek 105. Vypukl spor o to, kdo byl prvním objevitelem. Skupina z Dubny pojmenovala prvek nielsbohrium po Nielsu Bohrovi, zatímco skupina z Berkeley ho pojmenovala hahnium po Otto Hahnovi. V roce 1997 IUPAC oficiálně pojmenoval prvek dubnium po Dubně a nielsbohrium bylo nakonec zjednodušeno na bohrium a použito pro prvek 107.

## Jednotlivé prvky

#### Vanad

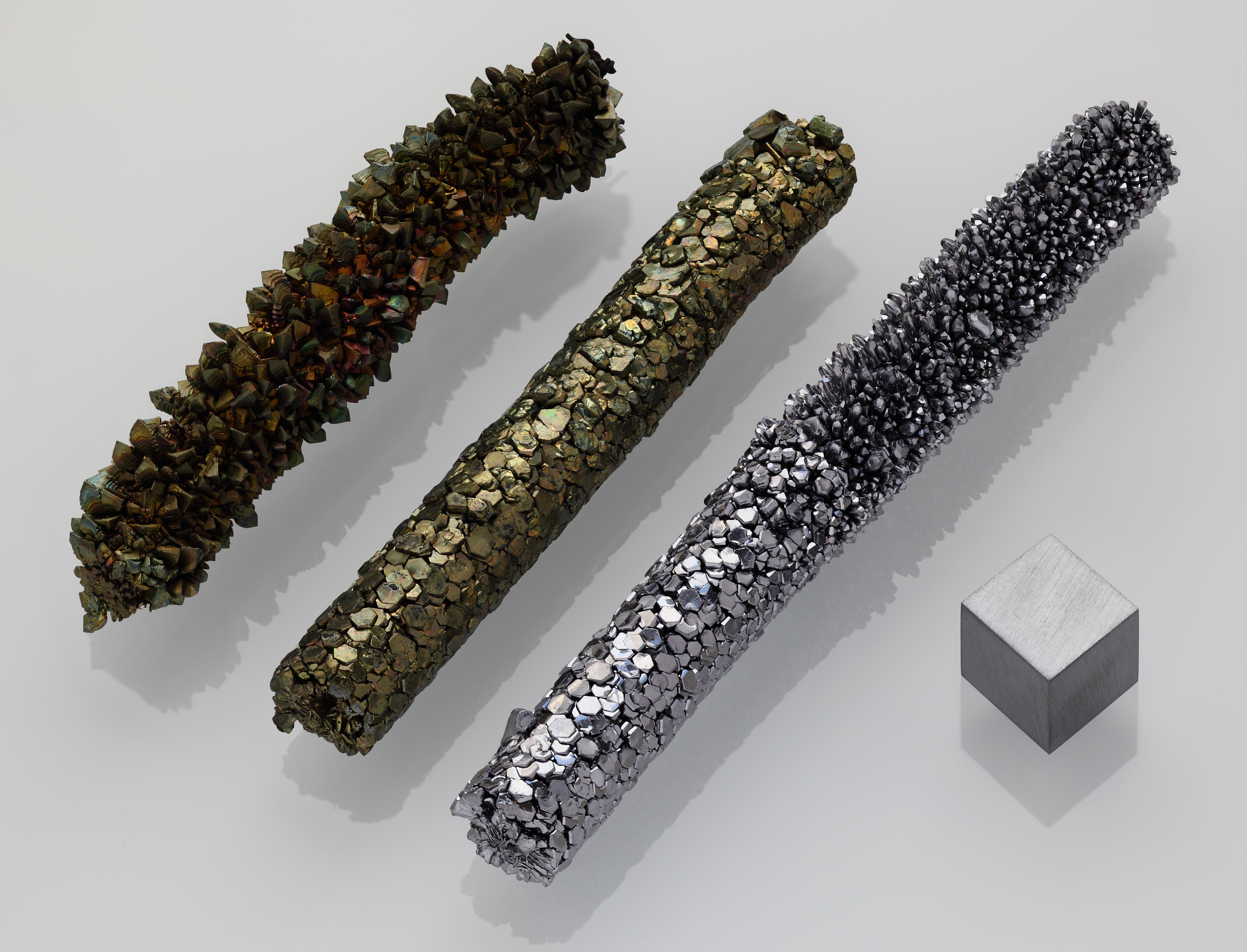
Vanad

Vanad je kujný šedobílý kov. Je tvrdší než většina kovů a ocelí. Je elektricky vodivý a tepelně izolující. Za nízkých teplot je supravodivý. Má dobrou odolnost proti korozi a je stabilní vůči zásadám a kyselině sírové a chlorovodíkové. Na vzduchu se oxiduje při teplotě asi 933 K (660 °C), ale vrstva pasivace oxidu se tvoří i při pokojové teplotě.

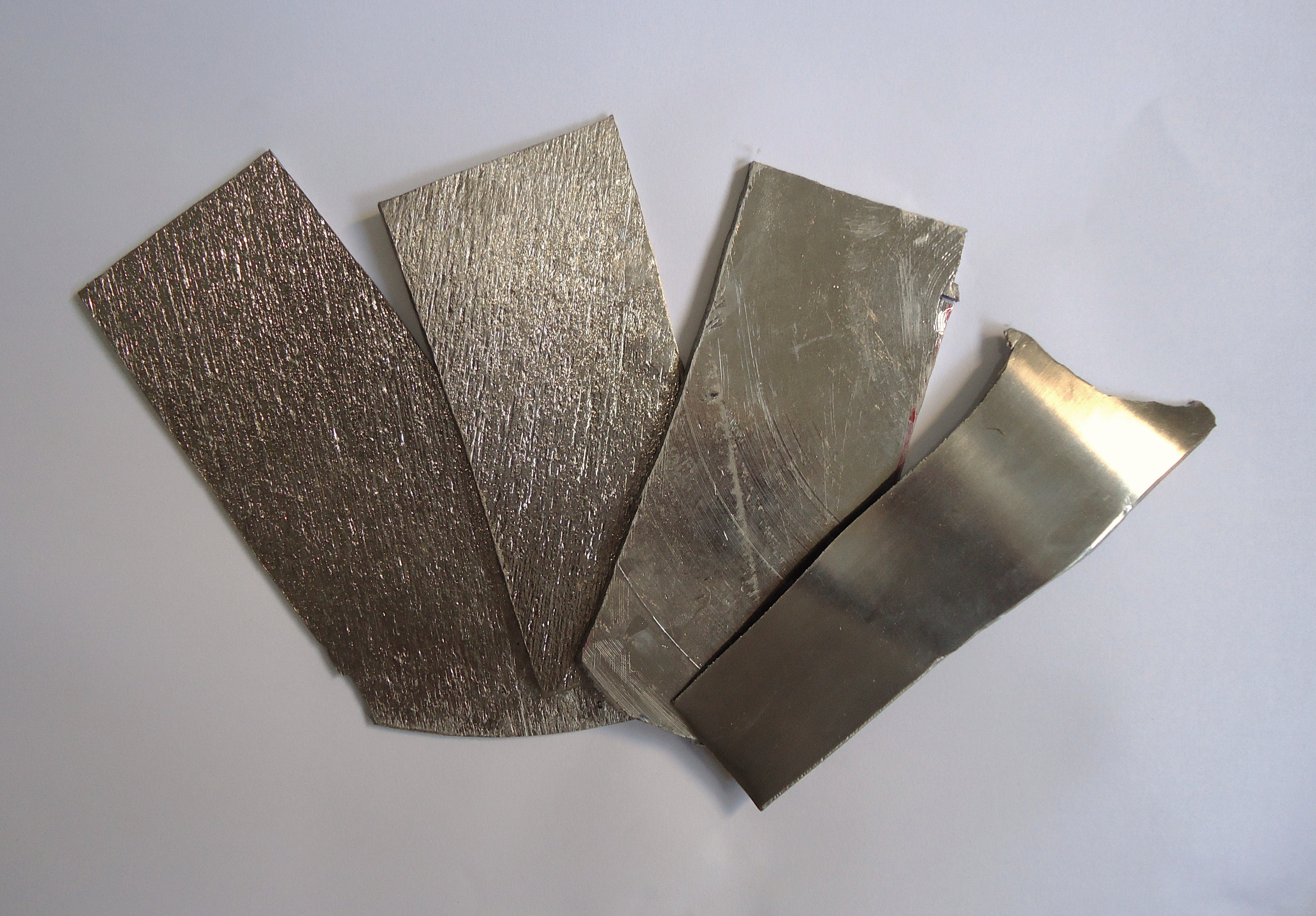
Niob

#### Niob
Niob je lesklý, šedý, tvárný, paramagnetický kov. Pokud je velmi čistý, je poměrně měkký a tažný, ale nečistoty ho činí tvrdším. Při kryogenních teplotách se stává supravodičem. Supravodivé vlastnosti jsou silně závislé na čistotě kovového niobu. Při atmosférickém tlaku má nejvyšší kritickou teplotu z elementárních supravodičů 9,2 K. Niob má nízký záchytný průřez pro tepelné neutrony, a proto se používá v jaderné energetice.

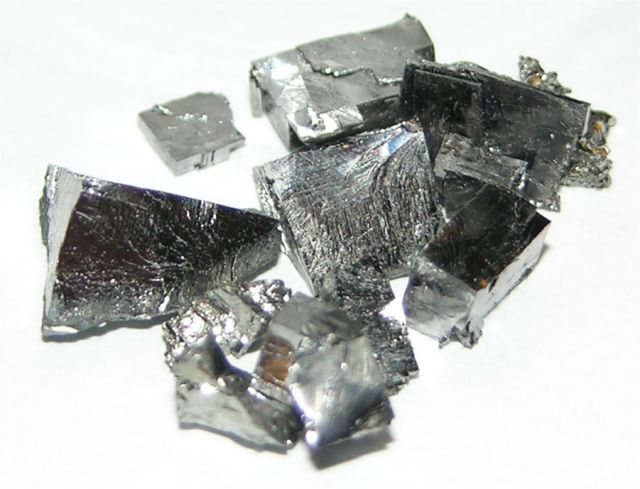
Tantal

#### Tantal
Tantal je tmavý modrošedý, tažný, velmi tvrdý, snadno vyrobitelný a vysoce tepelně i elektricky vodivý kov. Je známý svou odolností vůči korozi působením kyselin a patří mezi mimořádně obtížně tavitelné kovy. Chemicky je velmi podobný prvku niobu a obvykle jej doprovází v minerálech a rudách. Protože je zcela inertní vůči organickým tělesným tkáním, používá se pro výrobu chirurgických nástrojů a implantátů.

#### Dubnium
Dubnium je silně radioaktivní kovový prvek připravovaný uměle v jaderném reaktoru nebo urychlovači částic. Dubnium doposud nebylo izolováno v dostatečně velkém množství, aby bylo možné určit všechny jeho fyzikální vlastnosti. Při své poloze v periodické tabulce prvků by mělo připomínat tantal.

## Externí odkazy

5. skupina prvků
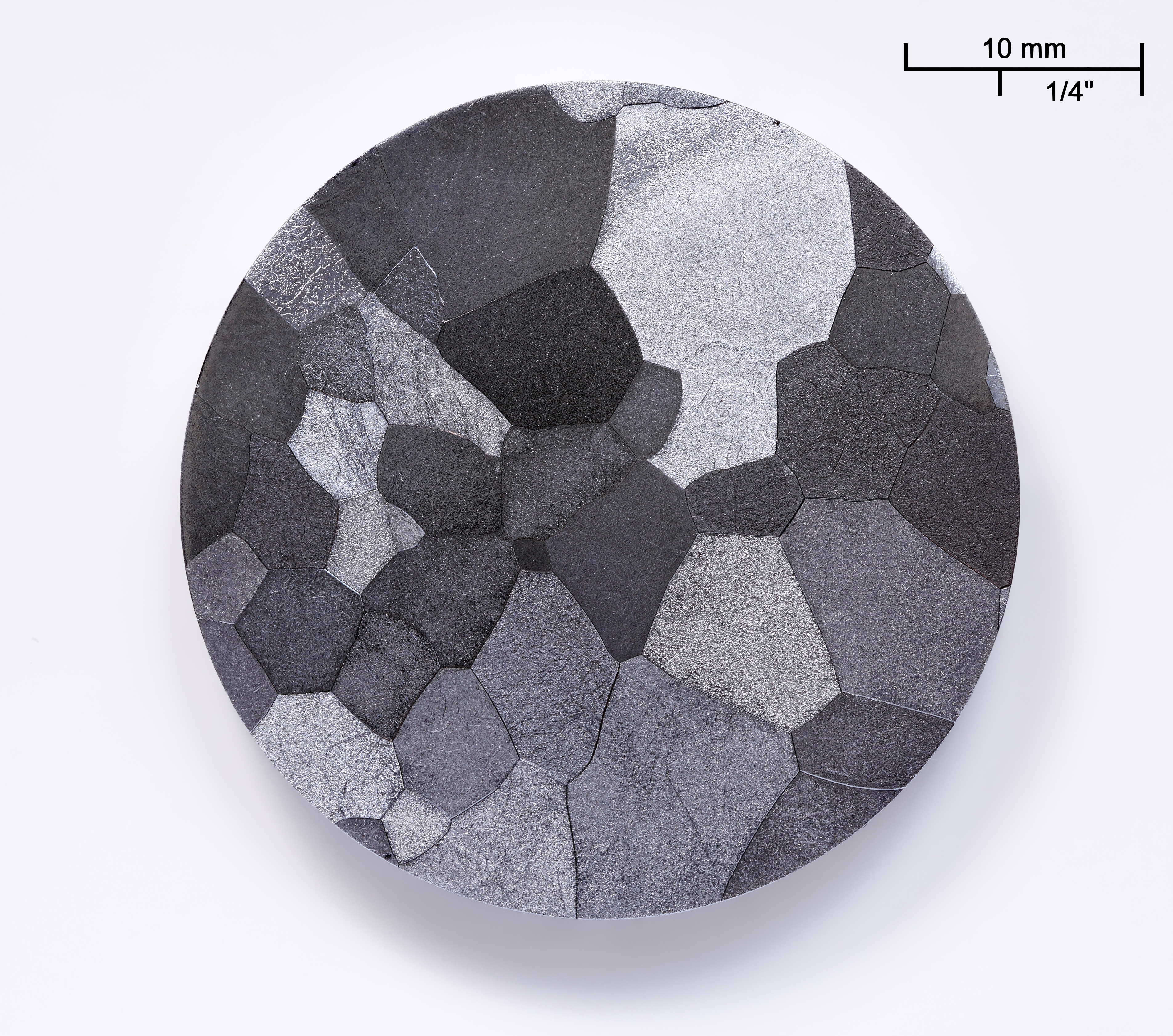
Vanad
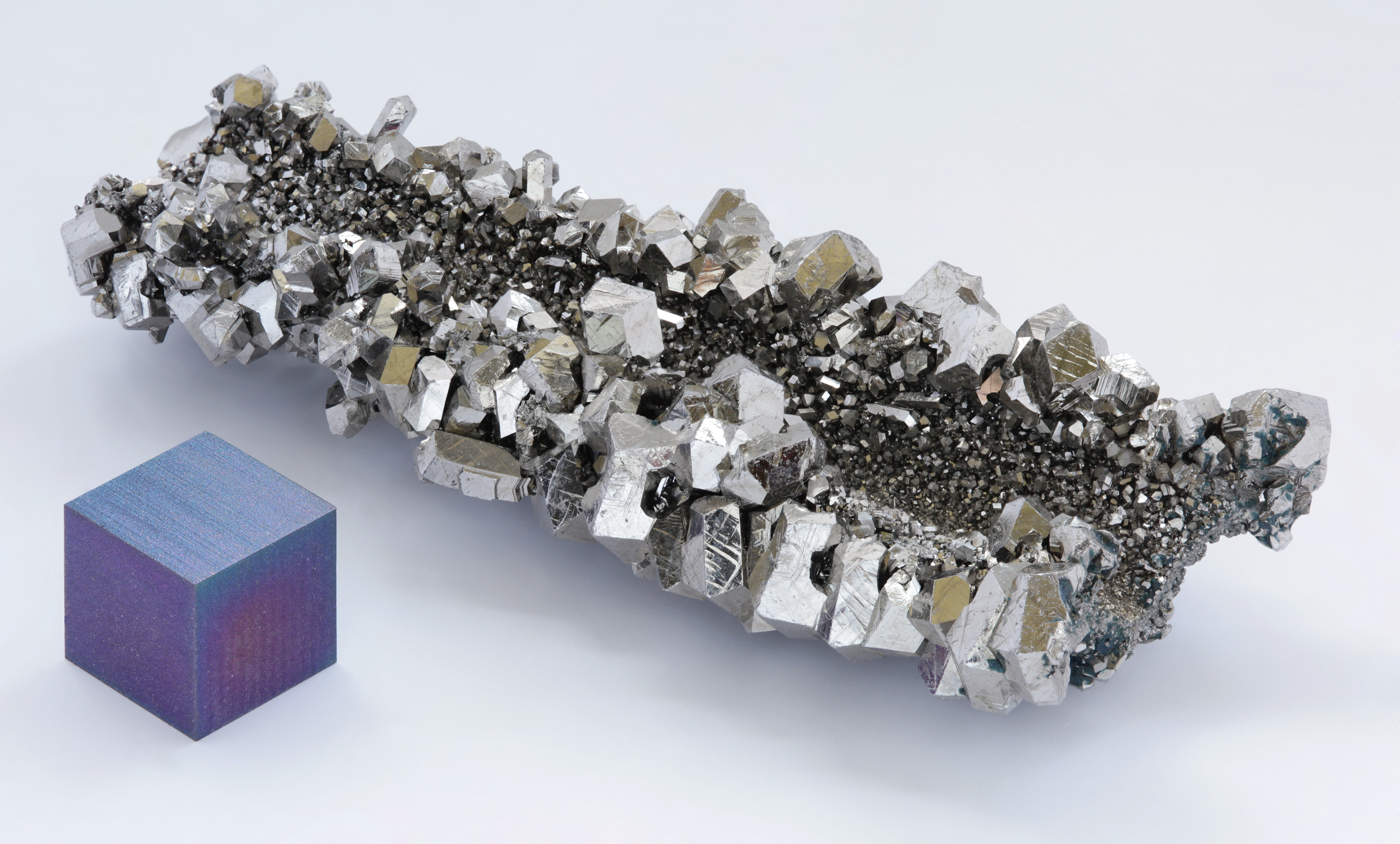
Niob
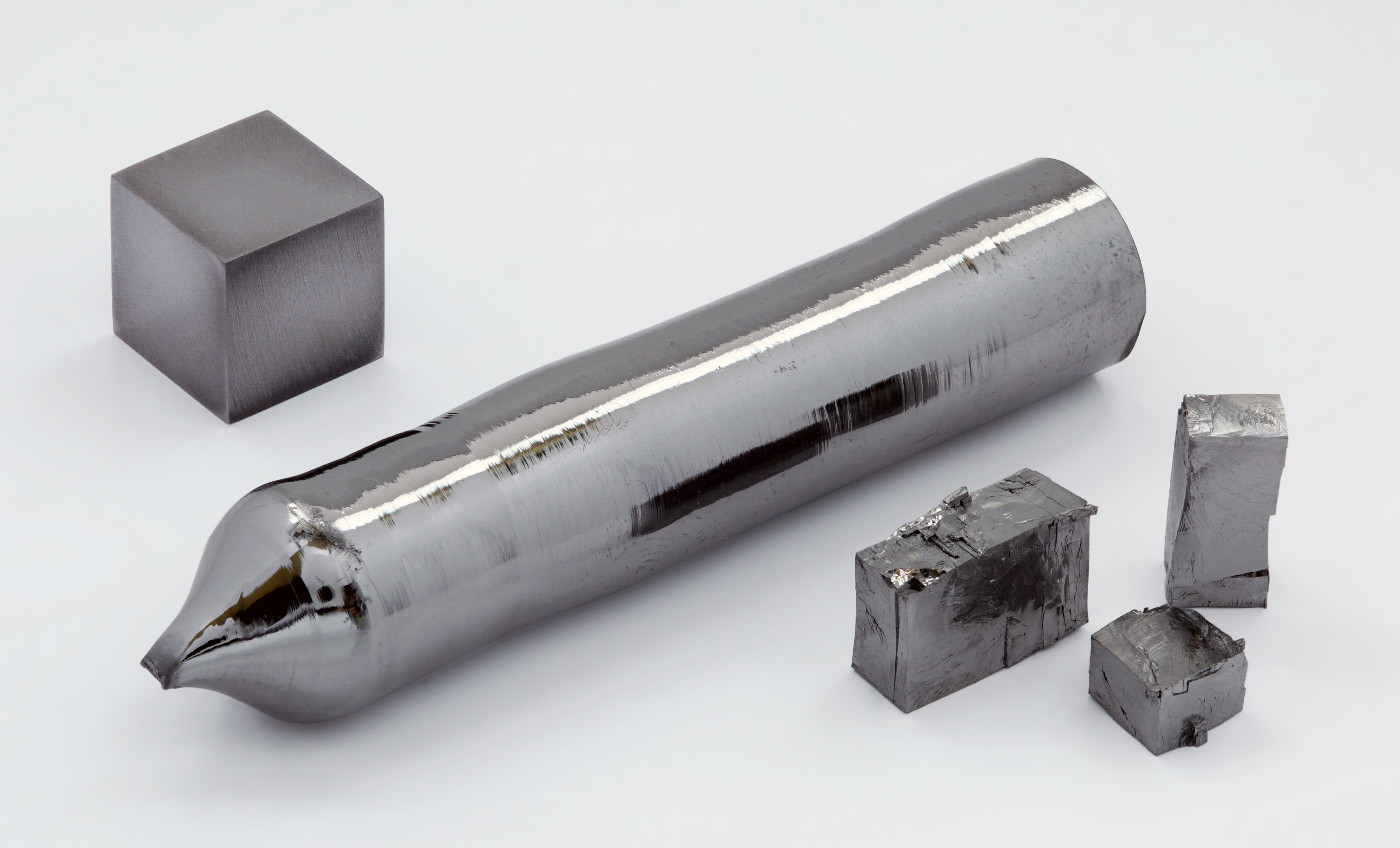
Tantal